# Juvigné
Juvigné là một xã thuộc tỉnh Mayenne trong vùng Pays de la Loire tây bắc nước Pháp. Xã này nằm ở khu vực có độ cao trung bình 207 mét trên mực nước biển.
Thị trấn nằm ở ranh giới giữa Normandy, Bretagne và phía bắc Loire, là một vùng chủ yếu là nông nghiệp với nghề nuôi gia súc.